# Кавта
Кавта (груз. კავთა, до 2010 года — Чапаевка) — село в Грузии, на территории Цалкского муниципалитета края (мхаре) Квемо-Картли.

## География
Село находится в юго-восточной части Грузии, к западу от реки Храми, на расстоянии приблизительно 3 километров (по прямой) к югу от города Цалка, административного центра муниципалитета. Абсолютная высота — 1616 метров над уровнем моря.

## История
Немецкое, евангелистское село Блюменталь основано в 1892 году переселенцами из колоний Розенберг и Елисаветталь. Евангелиский приход Александерсгильф.

## Население
По данным на 1918 год в колонии проживало 200 человек. В 1823 году — 90 человек, 100 % населения немцы.
По результатам официальной переписи населения 2014 года в Кавте проживало 69 человек (36 мужчин и 33 женщины). В национальной структуре населения грузины составляли 100 %.
| Год  | Население, человек |
| ---- | ------------------ |
| 2002 | 88                 |
| 2014 | ↘ 69               |